# Robin van Kampen
Robin van Kampen (ur. 14 listopada 1994 w Blaricum) – holenderski szachista, arcymistrz od 2011 roku.

## Kariera szachowa
Wielokrotnie reprezentował Holandię na mistrzostwach świata i Europy juniorów, największy sukces odnosząc w 2009 r. w Fermo, gdzie zdobył srebrny medal mistrzostw Europy juniorów do 16 lat. W 2008 r. zdobył tytuł mistrza Holandii juniorów do 16 lat, natomiast w 2009 – w kategorii do 20 lat. W 2013 r. zdobył w Amsterdamie brązowy medal indywidualnych mistrzostw Holandii.
Odniósł szereg sukcesów w turniejach międzynarodowych, m.in. w latach:
- 2009 – dz. I m. w Amsterdamie (wspólnie z Ilanem Manorem), I m. w Groningen, dz. III m. w Haarlemie (za Dimitrim Reindermanem i Friso Nijboerem, wspólnie z Igorem Chenkinem, Maartenem Solleveldem i Hedinnem Steingrimssonem),
- 2010 – dz. III m. w Wijk aan Zee (turniej Corus–C, za Li Chao i Abhijeetem Guptą, wspólnie z Daniele Vocaturo), dz. III m. w Enschede (za Walentinem Jotowem i Jarosławem Żerebuchem, wspólnie z Gilem Popilskim i Martynem Krawciwem), III m. w Haarlemie (za Maksimem Turowem i Dimitrim Reindermanem – pierwsza norma arcymistrzowska), dz. I m. w Groningen (wspólnie z m.in. Sipke Ernstem, Markiem Bluvshteinem i Illą Nyżnykiem – druga norma arcymistrzowska)
- 2011 – II m. w Amsterdamie (za Geraldem Hertneckiem), III m. w Tel-Awiwie (za Ołeksandrfem Zubowem i Talem Baronem), dz. II m. w Calvi (za Wadymem Małachatko, wspólnie z Christianem Bauerem i Hichamem Hamdouchim), I m. w Dortmundzie (trzecia norma arcymistrzowska), dz. I m. w Haarlemie (wspólnie z Maksimem Turowem), dz. I m. w Hoogeveen (wspólnie z Erntem Sipke i Siergiejem Tiwiakowem), I m. w Amsterdamie (memoriał Maxa Euwe),
- 2012 – dz. I m. w Londynie (Chess Classic Open, wspólnie z Hrantem Melkumianem),
- 2013 – dz. I m. w Rydze (wspólnie z Bartoszem Soćko),
- 2014 – dz. I m. w Montrealu (turniej Canadian Open, wspólnie z Siergiejem Tiwiakowem i Ehsanem Ghaemem Maghamim)[2].

Reprezentant Holandii w turniejach drużynowych, m.in.: na olimpiadzie szachowej (w roku 2014) oraz  na drużynowych mistrzostwach Europy (w roku 2013).
Najwyższy ranking w dotychczasowej karierze osiągnął 1 stycznia 2018 r., z wynikiem 2658 punktów.